# Serie Mundial de 1938
La Serie Mundial de 1938 fue disputada entre Chicago Cubs y New York Yankees.
Los New York Yankees resultaron ganadores al vencer en la serie por 4 partidos a 0.

## Desarrollo

### Juego 1
| Equipo   | 1 | 2 | 3 | 4 | 5 | 6 | 7 | 8 | 9 | C | H  | E |
| -------- | - | - | - | - | - | - | - | - | - | - | -- | - |
| New York | 0 | 2 | 0 | 0 | 0 | 1 | 0 | 0 | 0 | 3 | 12 | 1 |
| Chicago  | 0 | 0 | 1 | 0 | 0 | 0 | 0 | 0 | 0 | 1 | 9  | 1 |

LG: Red Ruffing (1–0)  LP: Bill Lee (0–1)  

### Juego 2
| Equipo   | 1 | 2 | 3 | 4 | 5 | 6 | 7 | 8 | 9 | C | H  | E |
| -------- | - | - | - | - | - | - | - | - | - | - | -- | - |
| New York | 0 | 2 | 0 | 0 | 0 | 0 | 0 | 2 | 2 | 6 | 7  | 2 |
| Chicago  | 1 | 0 | 2 | 0 | 0 | 0 | 0 | 0 | 0 | 3 | 11 | 0 |

LG: Lefty Gomez (1–0)  LP: Dizzy Dean (0–1)  SV: Johnny Murphy (1)  
HRs:  NYY – Frankie Crosetti (1), Joe DiMaggio (1)

### Juego 3
| Equipo   | 1 | 2 | 3 | 4 | 5 | 6 | 7 | 8 | 9 | C | H | E |
| -------- | - | - | - | - | - | - | - | - | - | - | - | - |
| Chicago  | 0 | 0 | 0 | 0 | 1 | 0 | 0 | 1 | 0 | 2 | 5 | 1 |
| New York | 0 | 0 | 0 | 0 | 2 | 2 | 0 | 1 | X | 5 | 8 | 2 |

LG: Monte Pearson (1–0)  LP: Clay Bryant (0–1)  
HRs:  CHC – Joe Marty (1)  NYY – Joe Gordon (1), Bill Dickey (1)

### Juego 4
| Equipo   | 1 | 2 | 3 | 4 | 5 | 6 | 7 | 8 | 9 | C | H  | E |
| -------- | - | - | - | - | - | - | - | - | - | - | -- | - |
| Chicago  | 0 | 0 | 0 | 1 | 0 | 0 | 0 | 2 | 0 | 3 | 8  | 1 |
| New York | 0 | 3 | 0 | 0 | 0 | 1 | 0 | 4 | X | 8 | 11 | 1 |

LG: Red Ruffing (2–0)  LP: Bill Lee (0–2)  
HRs:  CHC – Ken O'Dea (1)  NYY – Tommy Henrich (1)
|                                                          |
| Campeón de las Grandes Ligas New York Yankees 7.º título |